# Остров Лаврова (Красноярский край)
О́стров Лавро́ва — остров архипелага Северная Земля. Административно относится к Таймырскому Долгано-Ненецкому району Красноярского края.

## Расположение
Расположен в море Лаптевых в восточной части архипелага на расстоянии 1,5 километра к востоку от северо-восточного побережья острова Большевик в районе устьев рек Пятиугловка, Незаметная и Красивая между двумя небольшими заливами — бухтой Закрытая к югу и бухтой Дерюгина к северу. Между островом Лаврова и островом Большевик лежат два острова меньших размеров: Новый — в 600 метрах и безымянный остров — в 500 метрах.

## Описание
Остров Лаврова вытянут с юго-запада на северо-восток и имеет около 6 километров в длину и до 1,4 километра в ширину. Берега острова пологие, с несколькими узкими длинными полуостровами-косами. Существенных возвышенностей на острове нет, высота его варьируется от 6 метров в восточной части до 10 метров в западной. В крайней восточной части острова находится геодезический пункт.
Назван в честь адмирала Михаила Андреевича Лаврова, полярного исследователя, принимавшего в 1821—1824 годах участие в экспедиции Фёдора Литке.

## Топографические карты
- Лист карты T-48-VII,VIII,IX залив Ахматова. Масштаб: 1 : 200 000. Состояние местности на 1982 год. Издание 1988 г.